# ブレイズ・ジョーダン
ブレイズ・ジョーダン（Blaze Jordan, 2002年12月19日 - ）は、 アメリカ合衆国ミシシッピ州デソト郡サウスヘイブン出身のプロ野球選手（内野手）。右投右打。MLBのボストン・レッドソックス傘下所属。

## 経歴
デソト中央高等学校在学時の2019年、プログレッシブ・フィールドでのオールスター直前のホームランダービー（高校生部門）では3ラウンドで27本塁打を放ち、優勝した。
2020年のMLBドラフト3巡目（全体89位）でボストン・レッドソックスから指名され、プロ入り。なお、契約しない場合はミシシッピ州立大学へ進学の予定であった。この年はCOVID-19の影響でマイナーリーグの試合が開催されなかったため、公式戦の出場は無かった。
2021年、傘下のルーキー級フロリダ・コンプレックスリーグ・レッドソックスでプロデビュー。A級セイラム・レッドソックスでもプレーし、2チーム合計で28試合に出場して打率.324、6本塁打、26打点、1盗塁を記録した。
2022年はA級セイラムとA+級グリーンビル・ドライブでプレーし、2チーム合計で120試合に出場して打率.289、12本塁打、68打点、5盗塁を記録した。
2023年はA+級グリーンビルとAA級ポートランド・シードッグスでプレーし、2チーム合計で122試合に出場して打率.296、18本塁打、86打点、2盗塁を記録した。

## プレースタイル
プロ入り前から評判の持ち前の長打力が売り物であり、平均以上の確実性も合わせ持つ。一方、守備・走塁面では敏捷性に欠けるため、打撃での貢献を期待されている。